# Elvis (álbum de 1956)
Elvis es el segundo álbum de estudio del músico y cantante estadounidense Elvis Presley, publicado por la compañía discográfica RCA Victor, lanzado por el 19 de octubre de 1956. La canción "Old Shep" que es parte del disco fue cantada por Elvis en 1945 en un concurso en East Tupelo, donde ganó el segundo lugar, es considerada su primera gran presentación.
Las sesiones de grabación se llevaron a cabo el 1 de septiembre, 2 de septiembre y 3 de septiembre en el Radio Recorders en Hollywood. Se mantuvo por 4 semanas en el primer lugar en el Billboard Top Pop Albums. El disco rápidamente logró acceder al puesto # 1 de las listas y se convirtió en disco de oro, estando actualmente certificado como platino por la RIAA.  Curiosamente en el mismo mes del lanzamiento del álbum, RCA puso a la venta una edición de un extended play conteniendo cuatro temas del álbum en cuestión, alcanzando este nuevo lanzamiento ventas inmediatas por 400.000 copias y estando actualmente certificado como disco de oro.

## Personal
- Elvis Presley – Vocal, guitarra, piano
- Scotty Moore –guitarra
- Shorty Long – piano
- Gordon Stoker - piano
- Bill Black – bajo
- D.J. Fontana – Batería
- The Jordanaires - Coros

## Lista de canciones

### Cara A
| Pista | Grabación | Título                                | Compositor                                          | Duración |
| ----- | --------- | ------------------------------------- | --------------------------------------------------- | -------- |
| 1.    | 9/3/56    | Rip It Up                             | Robert Blackwell and John Marascalco                | 1:51     |
| 2.    | 9/1/56    | Love Me                               | Jerry Leiber and Mike Stoller                       | 2:42     |
| 3.    | 9/2/56    | When My Blue Moon Turns to Gold Again | Gene Sullivan and Wiley Walker                      | 2:23     |
| 4.    | 9/2/56    | Long Tall Sally                       | Robert Blackwell, Enotris Johnson, Richard Penniman | 1:55     |
| 5.    | 9/3/56    | First in Line                         | Aaron Schroeder and Ben Weisman                     | 3:26     |
| 6.    | 9/2/56    | Paralyzed                             | Otis Blackwell and Elvis Presley                    | 2:26     |

### Cara B
| Pista | Grabación | Título                        | Compositor                           | Duración |
| ----- | --------- | ----------------------------- | ------------------------------------ | -------- |
| 1.    | 1/30/56   | So Glad You're Mine           | Arthur Crudup                        | 2:19     |
| 2.    | 9/2/56    | Old Shep                      | Red Foley                            | 4:12     |
| 3.    | 9/3/56    | Ready Teddy                   | Robert Blackwell and John Marascalco | 2:00     |
| 4.    | 9/2/56    | Anyplace Is Paradise          | Joe Thomas                           | 2:27     |
| 5.    | 9/1/56    | How's the World Treating You? | Chet Atkins and Boudleaux Bryant     | 2:24     |
| 6.    | 9/1/56    | How Do You Think I Feel       | Webb Pierce and Wiley Walker         | 2:11     |

## En la cultura popular
En la película Corazón Salvaje (Wild Heart) el actor Nicolas Cage, consabido fan de Elvis Presley, encarna a Sailor, un joven rebelde que adhiere en estética a la imagen clásica de los rockers de mediados de los años 50s. En la película Cage realiza una interpretación del tema "Love me" intrínsecamente similar al de la grabación del segundo álbum de Presley. 